# Provins
Provins [pʁɔvɛ̃] ist eine französische Stadt und Gemeinde mit 11.824 Einwohnern (Stand 1. Januar 2022) im Département Seine-et-Marne in der Region Île-de-France. Sie ist Verwaltungssitz des Arrondissements Provins und des Kantons Provins. Sie ist Mitglied und Sitz der Communauté de Communes du Provinois und liegt am Fluss Voulzie.

## Geschichte
Provins wurde zwar erst im Jahr 802 zum ersten Mal urkundlich erwähnt, ist jedoch vermutlich viel älter. Aus dieser Zeit stammen jedoch auch die ersten militärischen Befestigungsanlagen. Da Provins an der Kreuzung wichtiger Handelsrouten lag (Nord-Süd und Ost-West), fand dort im Mittelalter (insbesondere 9. bis 13. Jhd.) einer der größten Märkte des Landes statt. Noch heute kann das damalige Geschehen in der Grange aux Dîmes nachvollzogen werden. Die Stadt stand damals unter dem Schutz der Grafen von Champagne.

## Sehenswürdigkeiten
Siehe auch: Liste der Monuments historiques in Provins
Provins wurde als Ville d'art et d'histoire eingestuft und ist seit 2001 auf der UNESCO-Liste des Weltkultur- und Naturerbes der Menschheit eingetragen. Die Stadtmauer, die in den Jahren 1226 bis 1314 erbaut wurde, ist 1200 Meter lang und mit 22 Türmen bestückt.

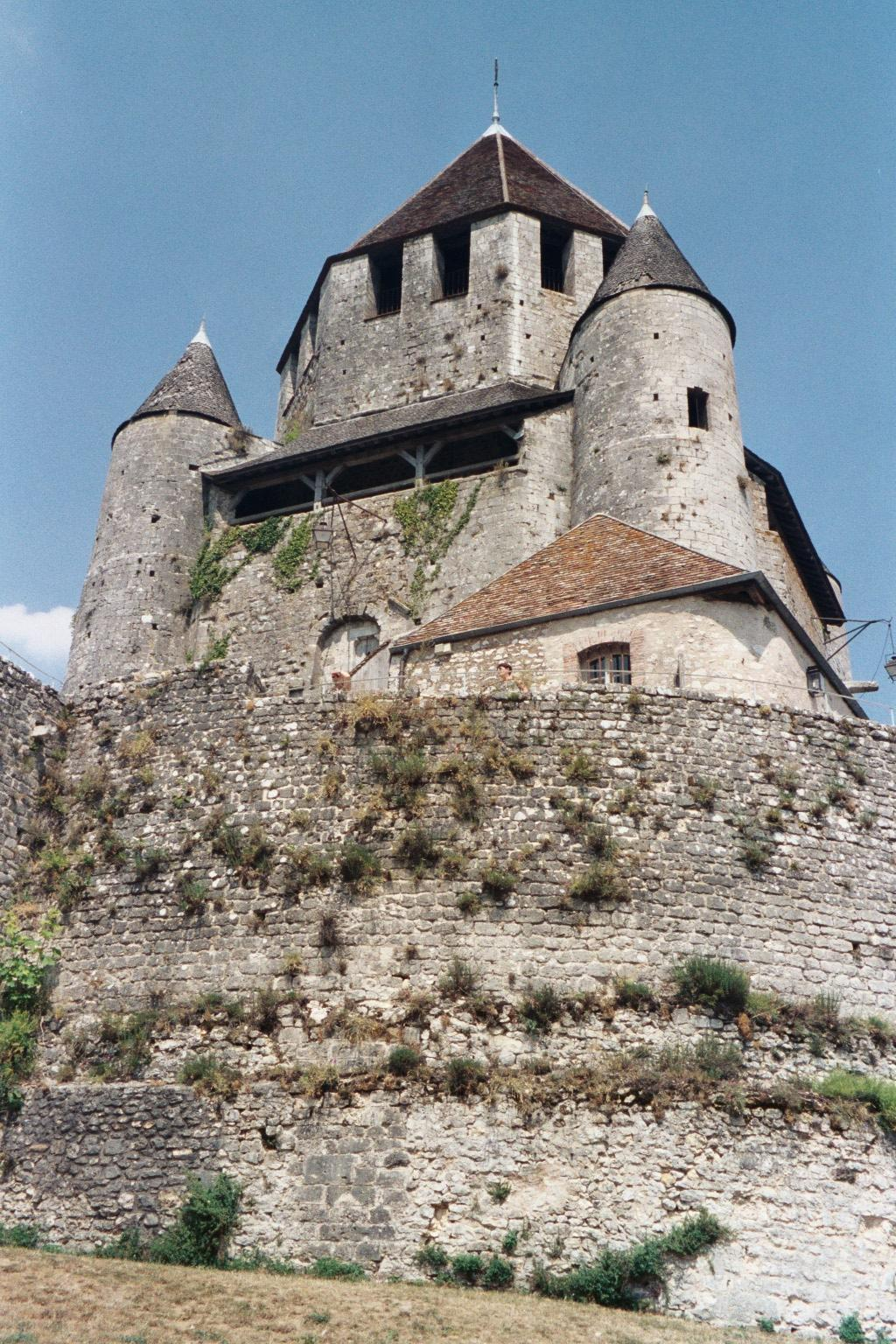
Tour César, (12. Jahrhundert)

- Kirche Saint-Ayoul (deren Überreste aus dem Jahre 996 hier gefunden wurden)
- Collégiale Saint-Quiriace (12. Jahrhundert)
- Tour Notre-Dame-du-Val (1544)
- Kirche Sainte-Croix
- Hostellerie de la Croix d’Or, gilt als ältestes Hotel Frankreichs, derzeit ein Restaurant; die Fassade ist seit dem Bau des Hauses (1264–1270) unverändert.
- Hôtel du Vauluisant (13. Jahrhundert)
- Tour César (12. Jahrhundert); einziger achteckiger Donjon auf viereckigem Grundriss (auf einem Hügel gelegen), wurde seinerzeit zur Befestigung, als Gefängnis und Aussichtsturm benutzt.
- Maison romane
- Grange aux dîmes
- Couvent des Cordeliéres

Der Untergrund der Altstadt ist mit mittelalterlichen Gängen durchsetzt, die besichtigt werden können. Sie spielen eine Rolle in Umberto Ecos Roman Das Foucaultsche Pendel.
Provins gilt als die Hauptstadt der Rosenverarbeitung: Man erhält hier Rosenkonfitüre (confiture de pétales de rose), Rosenhonig (miel à la rose de Provins) und Rosenbonbons. Im Jahre 1239 brachte Thibaud IV de Champagne (1201–1253) von einem Kreuzzug die berühmte Damas-Rose mit. Aus ihr entstanden durch Kreuzungen viele weitere Rosenarten.

## Persönlichkeiten
- Dominique A (* 1968), Musiker
- François de Bassompierre (1579–1646) war Höfling, Diplomat und Marschall
- Gustave Borgnis-Desbordes (1839–1900), Offizier
- Benoît Daeninck (* 1981), Radrennfahrer
- André François-Poncet (1887–1978) war Politiker, Diplomat und Schriftsteller.
- Gustave Lefèvre (1831–1910) war Musikpädagoge und Komponist.
- Guy Le Gentil, Marquis de Paroy (1728–1807) war königlicher Leutnant im Gouvernement der Champagne und der Brie.
- Marie Jules César le Lorgne de Savigny (1777–1851) war französischer Naturforscher und Zoologe.
- Charles-Victor Mauguin (1878–1958) war ein Mineraloge.
- David Moncoutié (* 1975) ist Radrennfahrer.
- Hégésippe Moreau (1810–1838) war Schriftsteller und Journalist.
- Edmond Nocard (1850–1903) war Wissenschaftler und Mitglied der Académie nationale de Médecine.
- Alain Peyrefitte (1925–1999) war Bürgermeister von Provins von 1965 bis 1997 und Mitglied der Académie française.
- Guiot de Provins († nach 1208) war Dichter und Troubadour.
- Theobald von Provins (1017–1066) war Priester, Mönch, Einsiedler und ist Heiliger.
- Jean Renard (* 1933) ist ein Komponist und Songwriter, er schrieb mehrere bekannte französische Lieder, unter anderem für Sylvie Vartan und Johnny Hallyday.
- Toussaint Rose (1611 oder 1615–1701) war Sekretär von Jules Mazarin und Ludwig XIV. und Mitglied der Académie française.

## Städtepartnerschaften
Provins pflegt seit 2005 eine Städtepartnerschaft mit Pingyao in China.